# 有馬監物
有馬 監物（ありま けんもつ、文政5年4月1日（1822年5月21日） - 慶応4年4月11日（1868年5月3日））は、筑後久留米藩の江戸末期の家老で、藩主の有馬慶頼に仕える。幼名は尚太郎。名は昌長。字は君寿。通称は主税、河内、監物。号は蔵焉。

## 生涯
文政5年（1822年）に久留米藩家老・有馬照長の長男として生まれる。嘉永4年（1851年）に藩の要職に就く。当初は攘夷を支持したが藩士の今井栄などの開明思想に触れ、後に転向して開国派となる。蒸気船や帆船の購入、西洋兵制の導入、洋学を学ばせるための藩士の長崎派遣、柘植善吾のアメリカ留学などを行った。その一方、真木保臣らの佐幕派は弾圧した。文久3年（1863年）に上洛し、学習院での議論に関わった。元治元年（1864年）に禁門の変、第一次長州征討が起きると、参政の不破美作と共に真木党を再び弾圧した。
慶応4年（1868年）1月、水野正名らの尊攘派クーデターにより失脚。同年4月11日死去。